# Hallegger Teiche
Die Hallegger Teiche sind eine Gruppe von drei Teichen im Stadtgebiet von Klagenfurt am Wörthersee. Sie sind Kernpunkt des gleichnamigen Naturschutzgebietes.
Die Teiche liegen westlich des Kreuzbergls in der Hallegger Senke, die zwischen Krumpendorf und Wölfnitz liegt. Die Mulden der Seen sind eiszeitlichen Ursprungs, der geologische Untergrund besteht aus Glimmerschiefern und Phylliten des oberostalpinen Altkristallins.
Die drei Teiche sind nährstoffreich und dienen der Fischzucht. Im See leben Volvox, Schraubenalgen, Sternalgen und Kleinkrebse. An Wasservögeln sind Blässhuhn, Schwan, Zwergtaucher und Wildenten häufig. An den Ufern sind Balkan-Moorfrosch, Springfrosch, Grasfrosch, Laubfrosch, Erdkröte, Alpen-Kammmolch und Teichmolch zu finden, weiters Ringelnatter und Würfelnatter. An Fischen überwiegen Karpfen und andere Weißfische.

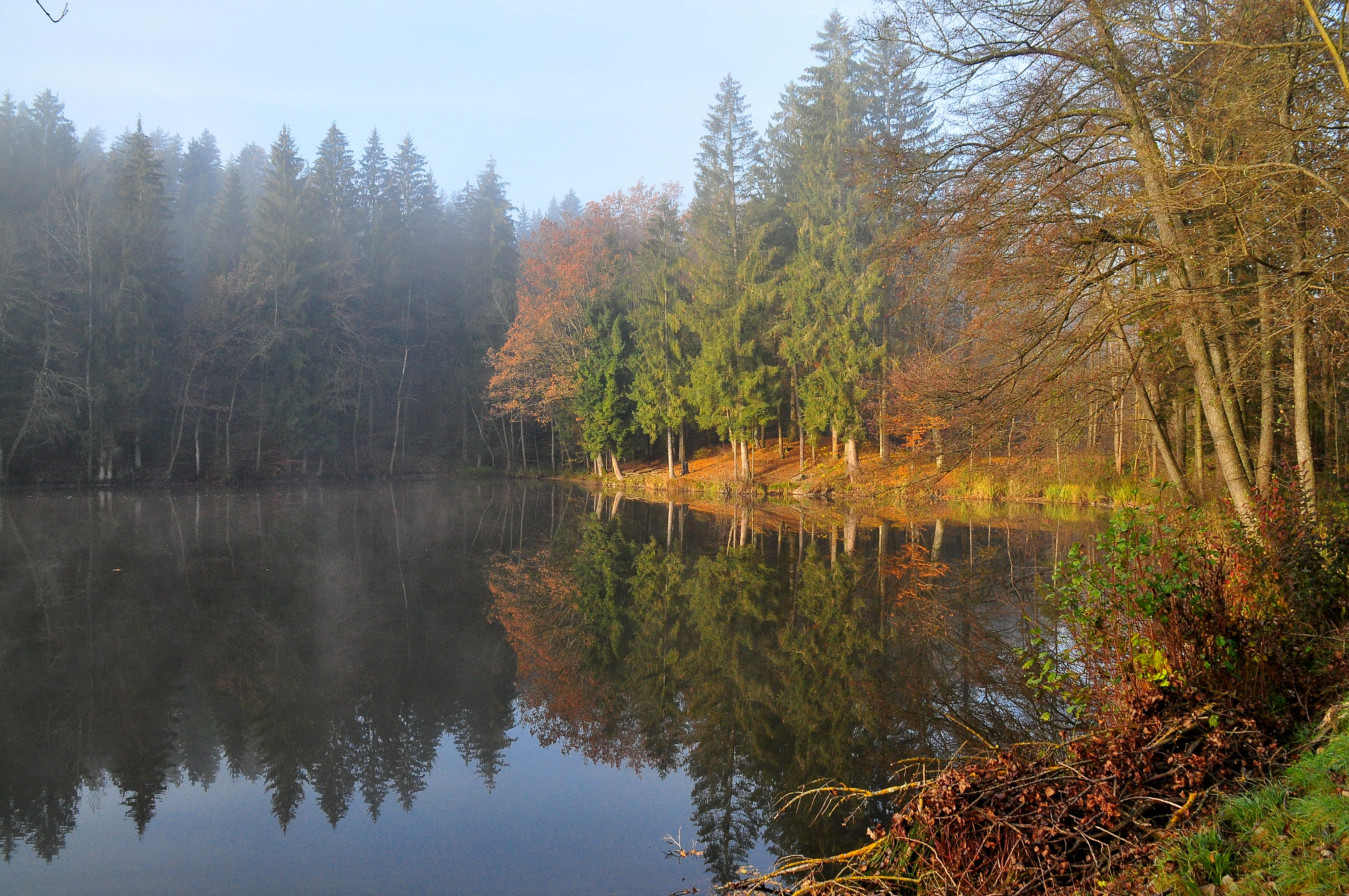
Hallegger Teich

Im östlichen Teich ist an Schwimmpflanzen neben Laichkräutern vor allem die seltene Wassernuss (Trapa natans) zu nennen. Die Ufervegetation kann als naturnah eingestuft werden. Vom Wasser zum Land wachsen Teichbinsen, dann Steif-Seggen-Horste und Schnabel-Segge. Nahe am Teich wachsen Schwarz-Erlen und Weiden.
Am nördlichen Teich ähnelt die Vegetation dem östlichen, hier sind aber Schilf, Sumpf-Schwertlilien, Kalmus, Breitblättriger Rohrkolben und Froschlöffel stärker vertreten. Der Schwarz-Erlen-Bestand ist hier teils hochwüchsig.
Den Großteil des Gebietes wird von Wald eingenommen. Vorherrschend sind Fichtenforste, während die natürliche Vegetation Laubmischwald wäre. Die Fettwiesen im Gebiet werden kaum mehr gemäht und verbuschen daher.

## Naturschutzgebiet
Das Gebiet um die Hallegger Teiche ist seit 1959 ein Naturschutzgebiet, dessen Fläche rund 110 Hektar umfasst. Das Gebiet ist durch die Hallegger Straße erschlossen. Durch das Naturschutzgebiet führen einige Wanderwege. Es ist ein Naherholungsgebiet für die Stadt Klagenfurt.

## Belege
- Helmut Hartl, Hans Sampl, Ralf Unkart: Kleinode Kärntens. Nationalparks, Naturschutzgebiete, Landschaftsschutzgebiete, Naturdenkmale. Kärntner Druck- und Verlagsgesellschaft, Klagenfurt 1993, ISBN 3-85391-092-0, S. 140.